# Nazionale maschile di calcio a 5 di Sint Maarten
La nazionale di calcio a 5 di Sint Maarten, è la rappresentativa calcistica della parte olandese dell'isola di Saint-Martin, conosciuta con il nome di Sint Maarten. La squadra non è da confondersi con Saint Martin, rappresentante la parte settentrionale della medesima isola ed appartenente alla Francia. Essa è controllata dalla Sint Maarten Soccer Association, non fa parte della FIFA e perciò non può partecipare a nessuna manifestazione organizzata dalla stessa, incluso il campionato mondiale. La squadra partecipa però alle competizioni CONCACAF, dal momento che la federazione è a questa affiliata.

## Storia
La nazionale di calcio a 5 di Sint Maarten, ha partecipato più volte alle qualificazioni della  Concacaf Futsal Championship non qualificandosi mai per la fase finale del torneo. A gennaio del 2020, La nazionale conferma la sua partecipazione alla fase di qualificazione della CONCACAF Futsal Championship 2020.

## Risultati nelle competizioni internazionali

### CONCACAF Futsal Tournament
- 1996 - non presente
- 2000 - non presente
- 2004 - non presente
- 2008 - non qualificata
- 2012 - non presente
- 2016 - non qualificata
- 2020 -